# Ráduga (prueba nuclear)
Ráduga (en ruso Радуга, Arcoiris) es el nombre clave de una prueba termonuclear soviética con un cohete R-13, disparado desde un submarino K-102, el 20 de octubre de 1961 en la bahía Mityushika, Isla Séverny, sitio de pruebas de Nueva Zembla.
Cuando el submarino llegó al punto especificado en el mar de Barents, no pudo aclarar su posición debido a la nubosidad y las nevadas. Primero se procedió a disparar un cohete R-13 sin ojiva nuclear, el que cayó con una fuerte desviación del campo de batalla. Sin embargo, se decidió continuar con el experimento a pesar del mal tiempo. El cohete llegó al punto especificado en el campo de batalla con una desviación menor que el anterior, explotando a 530 m de altura y liberando una energía de 1450 kilotones.